# Björnö, Haninge kommun
För andra betydelser, se Björnö.
Björnö är en ö och fritidshusområde mellan halvön Gålö och fastlandet i Haninge kommun.
På Björnö fanns ingen bebyggelse, och inte heller någon befolkning före 1870. I husförhörsboken för åren 1866-1870 finns Björnö med som
torp under Sanda gård som i sin tur lydde under Sandemar. En av arrendatorerna var statardrängen Lars Magnus
Eriksson som 1893 kom till Bjönö från Sanda. Under beredskapstiden, 1940–1945, var ön bas för en flygstation för sjöflygplan. Efter beredskapstiden tog officerare från sjöflygverksamheten initiativ att bilda ett sommarstugeområde. Nu finns cirka 64 fastigheter på ön, varav cirka 15 används för permanentboende.
En fastighetsägarförening och en vägförening förvaltar gemensam mark, inklusive ett stycke urskog, och vägar på ön, Björnövägen och Omvägen.